# Hugo Theodor Christoph
Hugo Theodor Christoph (Herrnhut, 16 april 1831 - Sint-Petersburg, 5 november 1894) was een Duits-Russische entomoloog. 
In 1858 vestigde Christoph zich in Rusland in Sarepta bij Wolgograd en werd hij onderwijzer. Gedurende de 12 jaar dat hij in Sarepta woonde, verrichtte hij onderzoek naar de plaatselijke insectenfauna en publiceerde hij over de vele interessante vondsten. In 1861 werd hij lid van de Russische Entomologische Vereniging. Vanaf 1870 ondernam hij verre tochten naar diverse delen van het Russische rijk en omliggende landen om insecten te verzamelen (voornamelijk vlinders) en daarover te publiceren. In totaal maakte hij 23 reizen en beschreef hij vele nieuwe soorten voor de wetenschap. In 1880 werd hij conservator van de vlindercollectie van Nicolaas Michajlovitsj van Rusland. 
Zijn eigen collectie werd verkocht aan Thomas de Grey Walsingham, een lid van de Royal Entomological Society, en bevindt zich nu in het Natural History Museum in Londen.
- Gemeinsame Normdatei: 117685836
- International Standard Name Identifier: 0000 0000 1359 6975
- Virtual International Authority File: 25386217